# 符彥饒
符彥饒（？—937年），中国五代十国时后唐、后晋将领，后唐时名为李彦饶，陈州宛丘县（今河南省淮阳区）人，祖籍李克用义子李存审（符存审）的次子。符彦超的弟弟，符彦卿的二哥。

## 生平
符彦饶少年时骁勇，善于骑马射箭。他随父亲与後梁军队在胡柳陂血战，因功任用为骑将。唐庄宗同光年间以功授曹州刺史。唐明宗天成初年，符彥饒为汴州马步军都指挥使。控鹤指挥使张谏杀知州作乱，逼迫李彦饶为帅，李彦饶假装同意，暗中伏兵将其诛杀，唐明宗嘉赏他的忠勇，让他历任沂州、饶州刺史，忠正军节度使，侍卫马步军都指挥使。李彦饶从唐末帝李从珂在河阳抵御石敬瑭。石敬瑭建立后晋，灭後唐，李彦饶改名符彥饒，改任滑州义成军节度使。范延光反，白奉进以兵屯守滑州，符彦饶属下士兵犯法，被白奉进斩杀，符彦饶的部下又杀白奉进。屯驻军将校将符彦饶执送京师开封府。后晋天福二年（937年）七月初四，后晋高祖石敬瑭敕令在进京途中班荆馆斩杀了符彦饶，对于他的兄弟们都没有究问。

## 延伸阅读
[在维基数据编辑]
 《舊五代史/卷91》，出自薛居正《舊五代史》